# Feuille-morte du chêne-liège
Phyllodesma suberifolia
Pour les articles homonymes, voir Feuille morte (homonymie).
Espèce
La Feuille-morte du chêne-liège ou le Lasiocampe du liège, Phyllodesma suberifolia, est une espèce d'insectes lépidoptères (papillons) appartenant à la famille des Lasiocampidae.
- Répartition : Sud de la France, péninsule Ibérique, Afrique du Nord.
- Envergure du mâle : de 13 à 16 mm.
- Période de vol : de février à octobre en deux générations.
- Habitat : lieux caillouteux.
- Plantes-hôtes : Quercus ilex et Q. suber.

## Source
- P.C. Rougeot, P. Viette, Guide des papillons nocturnes d'Europe et d'Afrique du Nord, Delachaux et Niestlé, Lausanne 1978.